# Peggy Flanagan
Peggy Flanagan (22 de septiembre de 1979) es una política y activista estadounidense, vicegobernadora de Minnesota desde 2019. Es miembro del Partido Demócrata-Agrario-Laborista de Minnesota, la filial estatal del Partido Demócrata en Minnesota. 
Flanagan ha estado involucrado en varias campañas políticas y organización política progresista. Flanagan representó al Distrito 46A en la Cámara de Representantes de Minesota de 2015 a 2019. Antes de su mandato en la Cámara, sirvió en la Junta de Escuelas Públicas de Minneapolis de 2005 a 2009 y fue nombrada para servir desde 2010 hasta 2011. Flanagan es miembro de la Nación de la Tierra Blanca.
Flanagan fue elegida vicegobernadora el 6 de noviembre de 2018 y es la segunda mujer nativa americana elegida para un cargo ejecutivo estatal en la historia de Estados Unidos después de Denise Juneau.